# Орган європейських регуляторів електронних комунікацій
Орган європейських регуляторів електронних комунікацій (ОЄРЕК; англ. Body of European Regulators for Electronic Communications, BEREC; латис. Eiropas Elektronisko komunikāciju regulatoru iestāde, EEKRE; нім. Gremium Europäischer Regulierungsstellen für elektronische Kommunikation    , GEREK), є регулюючою агенцією ринку телекомунікацій в Європейському Союзі . Він був створений Пакетом з телекомунцікацій, який був прийнятий у вересні 2009 року  Орган розташований у Ризі (Латвія). 
BEREC включає в свій склад національні регулюючі органи (НРО) та адміністративний персонал, включаючи посадових осіб Співтовариства. Бюджет складе 5,5 млн. Євро. BEREC видаватиме висновки щодо ринкових визначень та засобів правового захисту, які пропоноуватимуть НРО. 
Члени BEREC вперше зустрілися в Брюсселі, щоб обрати голову та віце-голів, які відбуватимуть 12-місячний термін і, ймовірно, спочатку зосереджуватимуться на таких темах, як доступ до наступного покоління, мережевого нейтралітету, зобов'язань з універсальних послуг, а також функціонального розділення доступу до локальної мережі та доступу до віддаленої мережі . 

## Виноски
1. ↑  https://eur-lex.europa.eu/legal-content/EN/TXT/?uri=CELEX:32009R1211
2. ↑  European Parliament passes telecoms reforms. telecoms.com. 24 листопада 2009.